# Wagneriana undecimtuberculata
Wagneriana undecimtuberculata là một loài nhện trong họ Araneidae.
Loài này thuộc chi Wagneriana. Wagneriana undecimtuberculata được Eugen von Keyserling miêu tả năm 1865.